# Kieran Govers
Kieran Govers (9 de fevereiro de 1988) é um jogador de hóquei sobre a grama australiano que já atuou pela seleção de seu país.

## Olimpíadas de 2012
Kieran Govers conquistou uma medalha de bronze nas Olimpíadas de Londres de 2012. A Austrália terminou a fase inicial do torneio olímpico em primeiro lugar, mas não conseguiu avançar até a decisão do ouro, pois perdeu de 4 a 2 nas semifinais para a seleção alemã, que viria a ser campeã. Na disputa do 3º lugar, Kieran ajudou sua equipe na vitória de 3 a 1 sobre a Grã Bretanha, ficando assim com o bronze.